# Escola Sabatina

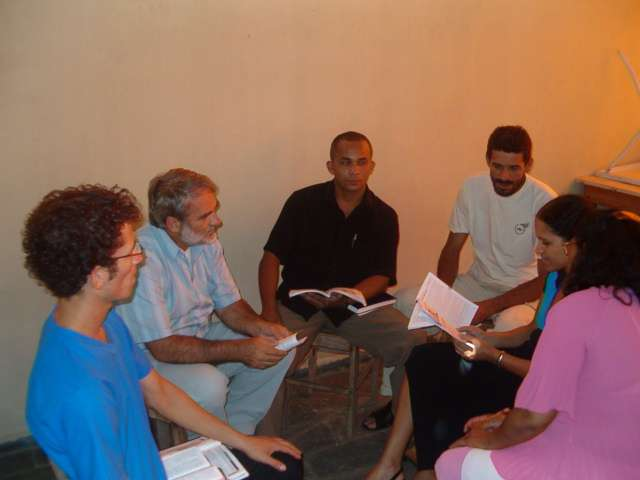
Adultos estudando a lição da Escola Sabatina.

A Escola Sabatina é um departamento da Igreja Adventista do Sétimo Dia estabelecido com o propósito de ser o principal veículo de instrução religiosa da Igreja. Existe para ensinar e proclamar a todas as pessoas o Evangelho de Jesus Cristo, no contexto da mensagem dos três anjos de Apocalipse 14:6-12, em resposta à ordem do Mestre de ir e pregar. Para honrar esse propósito original, o departamento continua comunicando as boas-novas com a finalidade de ganhar, reter, recuperar e capacitar para Jesus, homens, mulheres, jovens e crianças, e começou em 1853 quando James White (Tiago White, em português) escreveu as primeiras lições da Escola Sabatina.
Para os Adventistas do Sétimo Dia, a Escola Sabatina é equivalente à Escola Dominical para as denominações evangélicas.

## Lições da Escola Sabatina

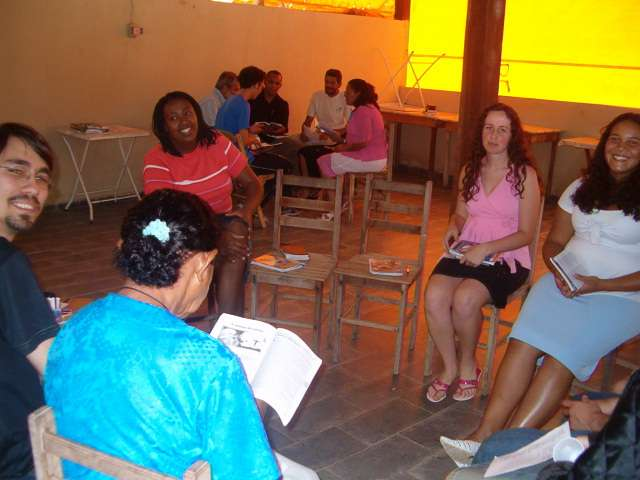
Grupos de pessoas estudando a lição da Escola Sabatina.

As lições da Escola Sabatina são publicadas trimestralmente, sendo que em cada lição um tema Bíblico é escolhido. São lançadas mundialmente num mesmo formato e conteúdo único, em todos os países onde há Adventistas do Sétimo Dia, diferenciando apenas quanto a língua local. Funciona como guia de estudo Bíblico, dentro do tema trimestral são definidos assuntos semanais e por sua vez subdivididos por dia, começando no Sábado a tarde, cada dia tem seu próprio guia de estudo fechando na sexta feira. 
Nos Sábados pela manhã os membros se reúnem nos templos, igrejas e grupos para recapitulação das lições estudadas (discussão e analise dos estudos feitos durante a semana), quase sempre na primeira parte do culto, salvo algumas poucas exceções. O Culto aos Sábados acontece, na maioria dos templos, das 09:00 às 11:30 e é dividido em duas partes. A primeira parte dedicada a Escola Sabatina, que se dá das 09:00 às 10:30 horas. A segunda parte dedicada ao Culto Divino que vão das 10:30 às 11:30 horas. 
A recapitulação da lição acontece na dentro da primeira parte do culto, começando as 09:45 às 10:30 horas. Cada Lição da Escola Sabatina se estende (dentro dos três meses) por 13 Sábados, nos quais, como dito acima, são discutidos os temas semanais (subtemas). No último Sábado, chamado de “décimo terceiro” a igreja arrecada uma oferta especial, a qual destina-se a um programa definido de ajuda humanitária e para atender as necessidades especiais da comunidade adventista (construção de igrejas, colégios, aquisição de materiais e equipamentos, etc.) em regiões mais carentes em uma determinada área geográfica.

## Tipos de Lições
As lições (em formato de livreto) são publicadas separadas por faixa etária, tais como segue:
- Lição do Rol do Berço (0-3 anos)
- Lição do Jardim da Infância (4-6 anos)
- Lição dos Primários (7-9 anos)
- Lição dos Juvenis (10-12 anos)
- Lição dos Adolescentes (13-16 anos)
- Lição dos Jovens (17-30 anos)
- Lição dos Adultos (31 anos acima e/ou casados)

## Linha do Tempo
- 1852 – Tiago White publicou as primeiras 4 lições da Escola Sabatina na revista “The Youth’s Instructor (O Instrutor Jovem).
- 1853 – Primeira Escola Sabatina Regular; Rochester, New York, fundada por Tiago White.
- 1854 – Em Buck’s Bridge, Nova York organizou-se outra Escola Sabatina; dessa vez por John Byington.
- 1855 – Em Battle Creek, Michigan organizou-se a terceira Escola Sabatina por Merritt Gardner Kellogg.
- 1863 – Primeira série de lições da Escola Sabatina adaptadas para as crianças. Primeiras lições da Escola Sabatina para adultos, escritas por Uriah Smith; Organização da Igreja Adventista do Sétimo Dia.
- 1869 – G.H.Bell preparou e publicou lições de maneira separada; uma série de histórias do Antigo Testamento para as crianças e uma de Daniel para os Jovens. Estas foram reunidas em oito séries anuais diferentes; e mais tarde publicadas como pequenos livros.
- 1877 – Organizou-se o Departamento da Escola Sabatina, com a formação das primeiras Associações das Escolas Sabatinas para os Estados da Califórnia e Michigan.
- 1878 – Organizada a Associação Geral da Escola Sabatina.
- 1879 – Foram organizadas as primeiras Filiais da Escola Sabatina.
- 1883 – Formação da primeira Associação de Escola Sabatina fora da América do Norte, na Suíça; e posteriormente na Inglaterra (1886).
- 1885 – Publicada uma Revista trimestral chamada Sabbath School Worker (O Obreiro da Escola Sabatina), com instruções e ideias para professores e líderes de Escola Sabatina.
- 1886 – Mudança do nome da Associação Geral da Escola Sabatina para “Associação Internacional da Escola Sabatina”; A Divisão das crianças “The Bird’s Nest” (“Ninho de Pássaro”) chegou a ser chamada de “Kindergarten Division” (Jardim da Infância).
- 1887 – A Associação Geral solicitou as ofertas das Escolas Sabatinas para estabelecer a primeira estação missionária na África.
- 1889 – Início da publicação das lições trimestrais da Escola Sabatina dos Adultos, e suas traduções ao dinamarquês, sueco, francês e alemão.
- 1990 – Foi publicada a Lição de Escola Sabatina para as Divisões dos Primários e Juvenis; A Associação de Escolas Sabatinas destinou as ofertas para o avanço missionário na “Missão Sul-Americana”; Conseguiram U$ 12.000 dólares americanos para a construção do barco missionário Pitcairn.
- 1901 – A Associação Internacional chegou a ser o “Departamento da Escola Sabatina da Associação Geral”. W.A. Spicer foi nomeado como o Diretor e Flora Plummer como Secretária.
- 1908 – Publicada a primeira Lição da Escola Sabatina em Português.
- 1909 – Adotado o plano de ofertas missionárias semanais da Escola Sabatina.
- 1911 – Iniciadas as lições trimestrais para os primários, na Austrália.
- 1912 – O primeiro Informativo Missionário Trimestral começou a circular em tamanho de bolso; Foi estabelecida a primeira oferta do “Décimo Terceiro Sábado”.
- 1913 – Flora Plummer escolhida como Diretora do Departamento da Escola Sabatina da Associação Geral; Informado o batismo de 3.500 pessoas como produto da ênfase em se ganhar almas (conversão de pessoas), através da Escola Sabatina; Iniciado as lições trimestrais para os juvenis, na Austrália.
- 1919 – Introduzida a Oferta Natalícia.
- 1925 – Adotado o Plano do Fundo de Inversão.
- 1928 – Flora Plummer publicou o livro “The Soul-Winning Sabbath School” (A Escola Sabatina Ganhadora de Almas) e em 1934, o livro “The Seol-Winning Teacher” (O Professor Ganhador de Almas).
- 1928 – Impresso o “Counsels on Sabbath School Work (Conselhos Sobre a Escola Sabatina).
- 1952 – Foi publicado o primeiro Manual da Escola Sabatina; Centenário da Escola Sabatina.
- 1956 – Publicado o primeiro Manual da Escola Sabatina.
- 1982 – Começou a publicação da Escola Sabatina para os Adolescentes, com o título: “Conexões da Pedra Angular”.
- 1990 – Calvin Smith estabeleceu as Unidades de Ação da Escola Sabatina, dando ênfase ao testemunho.
- 1995 – O Congresso da Associação Geral dissolveu o Departamento dos Ministérios da Igreja e restabeleceu o Departamento da Escola Sabatina, em combinação com o Ministério Pessoal.
- 2000 – Implementação do conteúdo curricular, chamado “Elo da Graça” na Escola Sabatina para as crianças.
- 2001 – Lançado o Currículo da Escola Sabatina para as Crianças – Elo da Graça.
- 2003 – O Departamento da Escola Sabatina da Divisão Sul-Americana iniciou a publicação de uma série de Revistas para treinar os professores e líderes, com o título: “Enriquecendo a Escola Sabatina”; Lançada a transmissão da Universidade da Escola Sabatina – UES – no Hope Channel.
- 2004 – Inicia a publicação da nova Lição da Escola Sabatina para a faixa etária dos 13 a 14 anos.
- 2005 – O Pr. Jonathan Kuntaraf foi escolhido como Diretor do Departamento da Escola Sabatina e do Ministério Pessoal da Associação Geral.
- 2006 – Inicia a publicação da nova Lição para os adolescentes.
- 2013 – A Igreja Adventista do Sétimo Dia, mundial, comemora os 160 anos da Escola Sabatina.[6][7]